# Гута (Кировский район)
Гу́та — деревня в Любоничском сельском совете Кировского района Могилёвской области Белоруссии.

## История
Название обозначает стеклянное производство. В 1810 году в деревне была мельница. В 1860 году в деревне было две водяные мельницы, винокуренный завод, сукновальня, кирпичный завод. В 1909 году в Любоничской волости Бобруйского повета Минской губернии.

## Население
В 1917 году — 55 дворов, 396 жителей. На 1 января 2017 года в деревне насчитывалось 9 хозяйств, в которых проживало 9 жителей.